# مانويل ريال
مانويل ريال (بالإنجليزية: Manuel Real)‏ هو محامي وقاضي أمريكي، ولد في 27 يناير 1924 في سان بدروس ‏ في الولايات المتحدة.